# Liste der Kulturdenkmale in Stöckigt

Lage des Ortsteils Stöckigt in Plauen

In der Liste der Kulturdenkmale in Stöckigt sind die Kulturdenkmale des Plauener Ortsteils Stöckigt verzeichnet, die bis September 2019 vom Landesamt für Denkmalpflege Sachsen erfasst wurden (ohne archäologische Kulturdenkmale). Die Anmerkungen sind zu beachten.
Diese Aufzählung ist eine Teilmenge der Liste der Kulturdenkmale in Plauen.

## Liste der Kulturdenkmale in Stöckigt
| Bild           | Bezeichnung | Lage               | Datierung           | Beschreibung | ID       |
| -------------- | --- | ------------------ | ------------------- | --- | -------- |
| Weitere Bilder | Bismarckturm, heute Kemmlerturm                                                                                                | Am Kemmler (Karte) | 1902                | Der Kemmler-Turm wurde 1902 als Bismarcksäule nach einem Entwurf (Götterdämmerung) von Wilhelm Kreis gebaut. Im Innenraum befindet sich eine 65stufige Steintreppe und anschließend eine 13stufige Eisentreppe, die in der Königin Marienhütte hergestellt und durch Schlossermeister Schimmel ausgeführt wurde. Die Gesamthöhe des Turms beträgt 18,25 Meter. Als Zeugnis der Natur- und Heimatpflege sowie der Tourismusgeschichte steht der Turm wegen seiner bau- und regionalgeschichtlichen Bedeutung unter Denkmalschutz. Der Turm wurde auf Anregung der Ortsgruppe des Alldeutschen Verbandes gebaut. Zur Ausführung wurde von der deutschen Studentenschaft im April 1899 der mit dem 1. Preis ausgezeichnete Entwurf „Götterdämmerung“ des Architekten Wilhelm Kreis bestimmt. Baumaterial für Außenmauerwerk war Granit, welcher in den Steinbrüchen von C. F. Lenk in Schreiersgrün bei Treuen gebrochen wurde. Das Innenmauerwerk besteht aus Fruchtschiefer aus Theuma und Tippersdorf. Teilweise Wiederverwendung des Baumaterials des alten Kemmlerturmes. Die Einweihung des Bismarckturms war am 31. August 1902. Die Fels-, Erd-, Maurerarbeiten kosteten 12.500 Mark, die Granitlieferung 14.650 Mark. Die Inschrift an der Wand am Turmeingang lautete ehemals: „Diese/vogtländische Bismarcksäule/wurde errichtet/1902/von dankbaren Vogtländern/an Stelle des ehemaligen Kemmlerturmes./Letzterer war/de…“. | 09247180 |
| Weitere Bilder | Sachgesamtheit Königlich-Sächsische Triangulierung („Europäische Gradmessung im Königreich Sachsen“); Station 153, Kemmlerberg | Am Kemmler (Karte) | Bezeichnet mit 1876 | Die Triangulationssäule hat einen quadratischen Grundriss mit einer Kantenlänge von 43 cm im oberen Bereich. Der Sockel ist abgesetzt. Die 1,40 Meter hohe Säule wurde aus Schreiersgrüner Granit gefertigt und trägt die verwitterte Inschrift „Station / KEMMLER / BERG / der / Kön: Sächs: / Triangulirung / 1876“. Als Säule 2. Ordnung gehört die wissenschaftsgeschichtlich und technikgeschichtlich bedeutsame Säule zur Sachgesamtheit Königlich-Sächsische Triangulierung („Europäische Gradmessung im Königreich Sachsen“) | 09301842 |

## Tabellenlegende
- Bild: Bild des Kulturdenkmals, ggf. zusätzlich mit einem Link zu weiteren Fotos des Kulturdenkmals im Medienarchiv Wikimedia Commons. Wenn man auf das Kamerasymbol klickt, können Fotos zu Kulturdenkmalen aus dieser Liste hochgeladen werden:
- Bezeichnung: Denkmalgeschützte Objekte und ggf. Bauwerksname des Kulturdenkmals
- Lage: Straßenname und Hausnummer oder Flurstücknummer des Kulturdenkmals. Die Grundsortierung der Liste erfolgt nach dieser Adresse. Der Link (Karte) führt zu verschiedenen Kartendiensten mit der Position des Kulturdenkmals. Fehlt dieser Link, wurden die Koordinaten noch nicht eingetragen. Sind diese bekannt, können sie über ein Tool mit einer Kartenansicht einfach nachgetragen werden. In dieser Kartenansicht sind Kulturdenkmale ohne Koordinaten mit einem roten bzw. orangen Marker dargestellt und können durch Verschieben auf die richtige Position in der Karte mit Koordinaten versehen werden. Kulturdenkmale ohne Bild sind an einem blauen bzw. roten Marker erkennbar.
- Datierung: Baubeginn, Fertigstellung, Datum der Erstnennung oder grobe zeitliche Einordnung entsprechend des Eintrags in der sächsischen Denkmaldatenbank
- Beschreibung: Kurzcharakteristik des Kulturdenkmals entsprechend des Eintrags in der sächsischen Denkmaldatenbank, ggf. ergänzt durch die dort nur selten veröffentlichten Erfassungstexte oder zusätzliche Informationen
- ID: Vom Landesamt für Denkmalpflege Sachsen vergebene, das Kulturdenkmal eindeutig identifizierende Objekt-Nummer. Der Link führt zum PDF-Denkmaldokument des Landesamtes für Denkmalpflege Sachsen. Bei ehemaligen Kulturdenkmalen können die Objektnummern unbekannt sein und deshalb fehlen bzw. die Links von aus der Datenbank entfernten Objektnummern ins Leere führen. Ein ggf. vorhandenes Icon  führt zu den Angaben des Kulturdenkmals bei Wikidata.